# ویل تیلستون
ویل تیلستون (انگلیسی: Will Tilston؛ زادهٔ ۱۲ ژانویه ۲۰۰۷) بازیگر اهل انگلستان است. او به‌خاطر ایفای نقش در فیلم زندگی‌نامه‌ای خداحافظ کریستوفر رابین (۲۰۱۷) و نقش گرگوری در مجموعه تاریخی نتفلیکس، بریجرتون (۲۰۲۰–) شناخته می‌شود.

## اوایل زندگی و تحصیلات
تیلستون نخستین بار از طریق نمایش تولد مسیح در مدرسه دولتی‌اش با بازیگری آشنا شد. او در کلاس‌های روزهای شنبه آکادمی هنرهای نمایشی دی‌اندبی در بروملی شرکت کرد و در آنجا تشویق شد تا با یک مدیر برنامه قرارداد ببندد. تا سال ۲۰۲۳، تیلستون در مدرسه Colfe تحصیل می‌کرد. در سال دوازدهم تحصیلی، او در یک اجرای مدرسه‌ای با عنوان Pathos, Humour and Emotion به بازیگری پرداخت.

## حرفه
تیلستون زمانی که نه ساله بود، برای اولین نقش حرفه‌ای خود، یعنی کریستوفر رابین میلن جوان (که در بزرگسالی توسط الکس لاوتر بازی می‌شود)، تست بازیگری داد و انتخاب شد. او هنگام اکران فیلم زندگی‌نامه‌ای خداحافظ کریستوفر رابین به کارگردانی سایمن کورتیس و با بازی دامنل گلیسون و مارگو رابی در سال ۲۰۱۷، ده ساله بود.
تیلستون نخستین تجربه بازیگری تلویزیونی خود را با بازی در نقش گرگوری، هفتمین فرزند خانوادهٔ بریجرتون و کوچک‌ترین پسر خانواده، در مجموعه تاریخی نتفلیکس، بریجرتون (۲۰۲۰) آغاز کرد. این مجموعه اقتباسی از رمان‌های عاشقانه دوره ریجنسی نوشتهٔ جولیا کوئین است و توسط شبکه شوندالند تولید شده است.

## فیلم‌شناسی
| سال        | عنوان                  | نقش                         | توضیحات |
| ---------- | ---------------------- | --------------------------- | ------- |
| ۲۰۱۷       | خداحافظ کریستوفر رابین | ۸ سالگی کریستوفر رابین میلن |         |
| ۲۰۲۰–اکنون | بریجرتون               | گرگوری بریجرتون             |         |

## جوایز و نامزدی‌ها
| سال  | مراسم جوایز               | دسته                                      | اثر      | نتیجه    | منابع  |
| ---- | ------------------------- | ----------------------------------------- | -------- | -------- | ------ |
| ۲۰۲۱ | جوایز انجمن بازیگران فیلم | بهترین اجرای گروه بازیگران در مجموعه درام | بریجرتون | نامزدشده | [ ۱۳ ] |
| ۲۰۲۵ | جوایز انجمن بازیگران فیلم | بهترین اجرای گروه بازیگران در مجموعه درام | بریجرتون | نامزدشده |        |